# Pseudomeloe escomeli
Pseudomeloe escomeli is een keversoort uit de familie van oliekevers (Meloidae). De wetenschappelijke naam van de soort is voor het eerst geldig gepubliceerd in 1911 door Denier.